# National Basketball Association 1951/1952
National Basketball Association 1951/1952 var den 6:e säsongen av den amerikanska proffsligan i basket. Säsongen inleddes den 1 november 1951 och avslutades den 16 mars 1952 efter 333 seriematcher, vilket gjorde att samtliga tolv lagen spelade 66 matcher var.
Fredag den 25 april 1952 säkrade Minneapolis Lakers sin tredje titel efter att ha vunnit mästerskapet genom att besegra New York Knicks med 4-3 i matcher i en finalserie i bäst av 7 matcher.
Tri-Cities Blackhawks flyttade inför säsongen från "Tri-Cities"området (Moline och Rock Island, Illinois samt Davenport, Iowa) till Milwaukee, Wisconsin och blev Milwaukee Hawks.
All Star-matchen spelades den 11 februari 1952 i Boston Garden, Boston, Massachusetts. Eastern Division vann matchen över Western Division med 108-91.

## Grundserien
Not: V = Vinster, F = Förluster, PCT = Vinstprocent
- Lag i GRÖN färg till slutspel.
- Lag i RÖD färg har spelat klart för säsongen.

| Lag                   | V  | F  | PCT  |
| --------------------- | -- | -- | ---- |
| Syracuse Nationals    | 40 | 26 | .606 |
| Boston Celtics        | 39 | 27 | .591 |
| New York Knicks       | 37 | 29 | .561 |
| Philadelphia Warriors | 33 | 33 | .500 |
| Baltimore Bullets     | 20 | 46 | .303 |

| Lag                    | V  | F  | PCT  |
| ---------------------- | -- | -- | ---- |
| Rochester Royals       | 41 | 25 | .621 |
| Minneapolis Lakers     | 40 | 26 | .606 |
| Indianapolis Olympians | 34 | 32 | .515 |
| Fort Wayne Pistons     | 29 | 37 | .439 |
| Milwaukee Hawks        | 17 | 49 | .258 |

## Slutspelet
De fyra bästa lagen i den östra och västra division gick till kvartsfinalspel, där ettorna mötte fyrorna och tvåorna mötte treorna. Divisionssemifinalerna avgjordes i bäst av 3 matcher, Divisionsfinalerna avgjordes i bäst av 5 matcher medan finalserien avgjordes i bäst av 7 matcher.
|  | Divisionssemifinaler | Divisionssemifinaler | Divisionssemifinaler |             |   | Divisionsfinaler | Divisionsfinaler | Divisionsfinaler |  |  | NBA-final | NBA-final   | NBA-final |
|  |                      |                      |                      |             |   |                  |                  |                  |  |  |           |             |           |
|  | 1                    | Rochester            | 2                    |             |   |                  |                  |                  |  |  |           |             |           |
|  | 4                    | Fort Wayne           | 0                    |             |   |                  |                  |                  |  |  |           |             |           |
|  | 4                    | Fort Wayne           | 0                    |             | 1 | Rochester        | 1                |                  |  |  |           |             |           |
|  | Western Division     |                      |                      |             | 1 | Rochester        | 1                |                  |  |  |           |             |           |
|  |                      |                      | 2                    | Minneapolis | 3 |                  |                  |                  |  |  |           |             |           |
|  | 3                    | Indianapolis         | 2                    | Minneapolis | 3 | 0                |                  |                  |  |  |           |             |           |
|  | 3                    | Indianapolis         |                      |             |   | 0                |                  |                  |  |  |           |             |           |
|  | 2                    | Minneapolis          | 2                    |             |   |                  |                  |                  |  |  |           |             |           |
|  |                      |                      |                      |             |   |                  |                  |                  |  |  | W2        | Minneapolis | 4         |
|  |                      |                      | E3                   | New York    | 3 |                  |                  |                  |  |  |           |             |           |
|  | 1                    | Syracuse             | 2                    |             |   |                  |                  |                  |  |  |           |             |           |
|  | 4                    | Philadelphia         | 1                    |             |   |                  |                  |                  |  |  |           |             |           |
|  | 4                    | Philadelphia         | 1                    |             | 1 | Syracuse         | 1                |                  |  |  |           |             |           |
|  | Eastern Division     |                      |                      |             | 1 | Syracuse         | 1                |                  |  |  |           |             |           |
|  |                      |                      | 3                    | New York    | 3 |                  |                  |                  |  |  |           |             |           |
|  | 3                    | New York             | 3                    | New York    | 3 | 2                |                  |                  |  |  |           |             |           |
|  | 3                    | New York             |                      |             |   | 2                |                  |                  |  |  |           |             |           |
|  | 2                    | Boston               | 1                    |             |   |                  |                  |                  |  |  |           |             |           |

### NBA-final
Minnesota Lakers mot New York Knicks
| Match   | Datum    | Hemmalag  | Bortalag  | Resultat |
| ------- | -------- | --------- | --------- | -------- |
| Match 1 | 9 april  | Minnesota | New York  | 83 - 79  |
| Match 2 | 13 april | Minnesota | New York  | 72 - 80  |
| Match 3 | 16 april | New York  | Minnesota | 77 - 83  |
| Match 4 | 18 april | New York  | Minnesota | 90 - 89  |
| Match 5 | 20 april | Minnesota | New York  | 102 - 89 |
| Match 6 | 23 april | New York  | Minnesota | 76 - 68  |
| Match 7 | 25 april | Minnesota | New York  | 82 - 65  |

Minnesota Lakers vann finalserien med 4-3 i matcher